# Moritz Mayer (Jurist)
Moritz Mayer (* 22. Februar 1864 in Laumersheim; † 3. September 1942 im KZ Theresienstadt) war Justizrat und Rechtsanwalt in der Stadt Frankenthal. 

## Leben
Er kam als Sohn des Handelsmanns von Jonathan (Jonas) Mayer (1828–1890) und dessen Ehefrau Barbara geb. Mayer (1820–1901) zur Welt. Moritz Mayer hatte drei Geschwister.

### Schulbesuch und Studium
Von 1870 bis 1873 besuchte Moritz Mayer die Volksschule in Laumersheim, danach, weil die Familie in die Stadt Frankenthal gezogen war, ein Jahr die dortige Volksschule, um anschließend von 1879 bis Juli 1883 die Lateinschule zu besuchen. Danach war er Schüler am Gymnasium in Speyer und legte dort das Abitur ab. Ab dem Wintersemester 1883/84 bis einschließlich Sommersemester 1887 studierte er Jura an der Ludwig-Maximilians-Universität München, wobei er auch philosophische, literarische und kulturhistorische Vorlesungen besuchte. In den letzten 4 Semestern war er Assistent des damals berühmten ordentlichen Professors des Strafrechts, Völkerrechts und allgemeinen Staatsrechts, Franz von Holtzendorff, was ihn wohl veranlasste, das Studium nicht an einer anderen Universität fortzusetzen. Nach dem Universitätsexamen wurde er Referendar in Frankenthal und legte im Dezember 1890 das Staatsexamen ab, das er mit der Note „sehr gut“ bestand. Im August 1891 wurde er, der am 24. Juli 1891 von der Juristischen Fakultät der Friedrich-Alexander-Universität in Erlangen promoviert wurde, als Rechtsanwalt beim Amts- und Landgericht Frankenthal zugelassen. Er eröffnete seine Schreibstube am 18. August 1891 in Frankenthal.

### Vorträge
Moritz Mayer heiratete am 1. August 1895 in Köln Paula Aischmann, die dort am 5. Dezember 1875 zur Welt gekommen war und deren Schwester mit dem Bruder Jakob von Moritz Mayer verheiratet war. Moritz Mayer war ein vielseitiger Redner und bei den Vereinen und Verbänden in Frankenthal sehr gefragt. So hielt er ab dem 4. Oktober 1891 beim Technischen Verein mehrere Vorträge über die „Arbeiter-Gesetzgebung des deutschen Reiches“ und am 30. Januar 1895 beim Kaufmännischen Verein einen über Ferdinand Lassalle, dem ein Vortrag in der Generalversammlung des Hausbesitzervereins am 1. Februar 1897 über den „Mietvertrag nach pfälzischem Recht und nach den bürgerlichen Gesetzbuch für das Deutsche Reich“ folgte. Dabei führte er aus, dass es zu Beginn des Jahres 1900 eine große Rechtsänderung im Deutschen Reich geben werde und es gelte, sich schon jetzt darauf einzurichten. Als die Freie Vereinigung für Volksvorlesungen solche in Frankenthal in der Turnhalle der Turnergesellschaft, die sich im Foltzring befand, durchführte, zu denen die Mitglieder des Arbeiterfortbildungsvereins freien Zutritt hatten, hielt er am 21. März 1901 den Vortrag über „den Geist des Bürgerlichen Gesetzbuches.“

### Berufliche und ehrenamtliche Tätigkeit
Als die Generalversammlung der Gemeinsamen Ortskrankenkasse ergänzt werden musste, wurde am 9. Februar 1896 Moritz Mayer von Seiten der Arbeitgeber gewählt. Auf der am 12. Februar 1896 stattgefundenen Generalversammlung wurde er in den Ausschuss (Vorstand) berufen und auf der konstituierenden Sitzung am 14. Februar 1896 zum 1. Vorsitzenden gewählt. Moritz Mayer blieb im Amt bis zu seinem Ausscheiden am 15. Juli 1918, als er von Frankenthal nach Heidelberg verzog.
Neben seinem ehrenamtlichen Amt als 1. Vorsitzender der Allgemeinen Ortskrankenkasse Frankenthal war Moritz Mayer noch in Vereinen führend tätig. Bei der Generalversammlung des Schlittschuh-Klubs am 12. Februar 1895 wurde er in den Ausschuss (Vorstandschaft) gewählt und der Verschönerungsverein berief ihn im Frühjahr 1897 als Beisitzer in die Vorstandschaft, der er über Jahre angehörte und noch auf der Mitgliederversammlung am 8. Mai 1912 wiedergewählt wurde. Als der gemeinnützige Bauverein auf genossenschaftlicher Grundlage im Lokal Brauhauskeller am 17. Oktober 1898 ins Leben gerufen wurde, wurde Moritz Mayer in den Aufsichtsrat und zu dessen 1. Vorsitzenden gewählt. In der Generalversammlung am 7. Mai 1902 wurde er wiedergewählt. Auch war er Mitglied der Baukommission. Als man im Frühjahr 1904 den Jugendfürsorge-Verband für die Amtsbezirke Grünstadt und Frankenthal (der Bezirk (später Landkreis) Frankenthal war in die Ämter Grünstadt und Frankenthal unterteilt) ins Leben rief, wählte man ihn in den Verbandsausschuss und in der Mitgliederversammlung des Vereins Kinderhort wurde ihm am 29. Januar 1916 das Amt des 1. Vorsitzenden übertragen. Die Gesellschafter des Hansa-Konservenfabrik mit beschränkter Haftung in Grünstadt beschlossen am 11. April 1917, ihn zum stellvertretenden Geschäftsführer zu bestellen.
Dieses Engagement neben seiner Tätigkeit als Rechtsanwalt, konnte auch dem Prinzregenten Luitpold nicht verborgen bleiben, so dass dieser anlässlich seines 90. Geburtstages Moritz Mayer den Titel Justizrat verlieh. Als im Frühjahr 1896 veröffentlicht wurde, „welche Firmen an die Telephon Anlage angeschlossen sind“, war auch „Dr. Mayer, Rechtsanwalt, Westliche Ringstraße 67“ dabei.
Wenn es galt, Geldbeträge zu spenden, war auch Moritz Mayer dazu bereit. So gehörte er zu den Personen, die einem Aufruf des Komitees zur Ehrung Neumayers zu dessen 70. Geburtstag nachgekommen waren und für die Errichtung des Pfälzischen Kriegerheimes überwies er 300 Mark. Außerdem war er in Frankenthal der Erste, der der Ludendorff-Spende für Kriegsbeschädigte einen größeren Geldbetrag (500 Mark) zukommen ließ. Den Spendenaufruf zur Errichtung von Volksheilstätten in der Pfalz vom 8. Juli 1897 unterzeichnete er ebenso wie den für einen allgemeinen Kinderhilfstag (Opfertag)am Samstag, den 18. November 1917. Seine Ehefrau, die am 29. Oktober 1933 in Heidelberg verstarb, erhielt im Mai 1917 das König-Ludwigs-Kreuz für freiwillige Krankenpflege im Krieg.
Politisch gehörte Moritz Mayer dem Linksliberalen Volksverein Frankenthal, dann nach dessen Umbenennung der Fortschrittlichen Volkspartei Frankenthal an, deren 2. Vorsitzender er bereits 1910 wurde. Ab 1899 ständig als Kandidat für die Stadtratswahlen benannt, wurde er bei der Wahl am Montag, den 14. Dezember 1914, in den Stadtrat gewählt, als es eine gemeinsame Vorschlagsliste aller Parteien gab, auf der Moritz Mayer Platz 15 einnahm. In den Stadtratssitzungen kam es des Öfteren zum Schlagabtausch mit dem hauptamtlichen Bürgermeister Ludwig Ehrenspeck, weil Moritz Mayer beharrlich die Interessen der Verfolgten und Bedrängten vertrat, indem er einen Ausbau der öffentlichen Armenpflege in Frankenthal forderte, was auch dazu führte, dass er in der liberalen Stadtratsfraktion ständig eine abweichende Meinung gegenüber der Mehrheit einnahm. Aber als Moritz Mayer im Juli 1918 aus dem Stadtrat ausschied und er Hauptlehrer Johannes Kober nachrückte, nahm die Fraktion schweren Herzens von ihm Abschied und die besten Wünsche der Ortsgruppe der Fortschrittlichen Volkspartei für sein ferneres Wohlergehen begleiteten ihn.
Aufopferungsvoll war seine Tätigkeit als Vorstandsvorsitzender der Allgemeinen Ortskrankenkasse Frankenthal. In der Abschiedsfeier wurde zum Ausdruck gebracht, dass er in uneigennütziger Weise mit größter Gewissenhaftigkeit und Unparteilichkeit diese 22 Jahre lang geleitet habe und man seinen Weggang sehr bedauere. Umfangreich waren die Verbesserungen, die in seiner Amtszeit für die Versicherten erzielt wurden. So waren es 1896 1.451 Kassenmitglieder, um 1914 auf 6.000 zu steigen, dann jedoch als Folge des Ersten Weltkrieges auf 4.700 zurückging. Wurden 1896 für ärztliche Behandlung 3.593 Mark ausgegeben, waren es 1917 41.500 Mark. An Krankengelder wurden 1896 8.715 Mark bezahlt, 1917 betrug die Summe 78.000 Mark.
Nachdem die Geschäftsstelle der Krankenkasse mehrmals umgezogen war, erwarb man in der Wilhelmstraße 2 (heute: Heinrich-Heine-Straße) ein Haus, um dort diese unterzubringen. Doch als dieses Haus zu klein geworden war, regte Moritz Mayer einen Neubau an, um dort die Krankenkasse unterzubringen. Der Stadtrat stimmte der Abtretung eines Bauplatzes neben dem Kindergarten in der Pilgerstraße in seiner Sitzung am 18. Juli 1913 zu. Im November 1913 wurde mit dem Neubau begonnen, der im Juli 1914 bezogen werden konnte, ein Gebäude, mit dem sich Moritz Mayer ein Denkmal setzte und in dem sich noch heute die Geschäftsstelle der Allgemeinen Ortskrankenkasse befindet. Fast ebenso lange wie er die Allgemeine Ortskrankenkasse Frankenthal führte, war er Vorsitzender der Freien Vereinigung pfälzischer Krankenkassen, die 1918 24 pfälzische Ortskrankenkassen mit fast 100.000 Mitgliedern umfasste und stand dieser auch noch nach dem Wegzug aus Frankenthal vor. Er wirkte an der Gründung des Vereins für Volksheilstätten in der Pfalz mit, der am 1. Februar 1897 aus der Taufe gehoben wurde. Dieser Verein hatte das Ziel, Lungenheilstätten und Erholungsheime einzurichten, um damit die Schwindsucht (Tuberkulose) zu bekämpfen und in dessen Vorstandschaft Moritz Mayer als Schriftführer bis Dezember 1918 tätig war. Kassenverwalter Semmelbeck bezeichnete ihn als „einen der größten Wohltäter unserer Stadt, der in Gemeinschaft mit seiner Ehefrau diesem Verein große finanzielle Zuweisungen machte.“
Er war Mitglied der Redaktion von Fritz Stier-Somlo, Herausgeber des Zentralblattes der Reichsversicherungsordnung, Verlag Dr. Eduard Schnapper, Frankfurt am Main.
Er referierte auf den Verbandstagen des Hauptverbandes deutscher Ortskrankenkassen. So am 11. Oktober 1915 in Frankfurt am Main über "Ersatzansprüche der Krankenkassen aus den Kriegsfolgen und Mitwirkung bei Beseitigung der Kriegsschäden, insbesondere bei der Bekämpfung der Geschlechtskrankheiten.
Er war Vorstandsmitglied im Hauptverband deutscher Ortskrankenkassen mit dem Sitz in Dresden.
„Sein Name als unentwegter, tatkräftiger Förderer aller sozialen Bestrebungen, der sich um den Ausbau der Kassenleistungen, um die Einrichtung und den Ausbau der Familienhilfe, um die Förderung der Mutterschutzbewegung, um die Fürsorge für die Angestellten und deren Hinterbliebenen, die ihm dafür nicht genug danken können, unvergängliche Verdienste erwarb, der in der planmäßigen Ausübung der Säuglingssfürsorge den Grundstock für Deutschlands künftige Blüte sah, wird nicht nur innerhalb Frankenthals mit Verehrung genannt. Bei allen deutschen Ortskrankenkassen – von der größten bis zur kleinsten –, bei allen Krankenkassenverbänden des Deutschen Reiches nennt man seinen Namen mit an erster Stelle der bekanntesten Sozialpolitiker. Sein Rat wird stets gehört bei den Versicherungsbehörden bis hinauf zum Reichsversicherungsamt und zum Reichsamt des Innern.“

### Umzug nach Heidelberg, weitere berufliche Tätigkeit und Aburteilung
Moritz Mayer verkaufte sein in der Westlichen Ringstraße 15 gelegene Wohnhaus für 52.500 Mark an die Firma Klein, Schanzlin & Becker AG und verlegte mit seiner Ehefrau den Wohnsitz von Frankenthal nach Heidelberg. In der Annahme, dass die Ersparnisse für einen geruhsamen Lebensabend ausreichen, gab er seine Anwaltstätigkeit auf. In Heidelberg war er von 1918 bis 1922 ohne Bezahlung Vorstand des Mieteinigungsamtes. Gegen Ende des Ersten Weltkrieges und in den Anfangsjahren der Weimarer Republik herrschte in Deutschland Wohnungsnot und die Mieteinigungsämter, die auf kommunaler Ebene eingerichtet werden konnten, hatten vor allem die Aufgabe, bei der Festsetzung von Mieten mitzuwirken, um unvertretbare Mietsteigerungen zu vermeiden. Auch konnten sie Kündigungen für unwirksam erklären.
Die Inflation von 1923 fraß die Ersparnisse von Moritz und Paula Mayer geb. Aischmann, deren Ehe kinderlos blieb, auf, so dass er 1925 wieder seine Anwaltstätigkeit in Ludwigshafen am Rhein und Frankenthal aufnahm. Er war bis zum Ablauf des 30. November 1938 beim Landgericht Frankenthal zugelassen. Mit der Machtergreifung der Nationalsozialisten ging bei den jüdischen Rechtsanwälten die Anzahl der Mandanten zurück und blieben schließlich ganz aus, was dazu führte, dass sie in finanzielle und materielle Not gerieten. So war es auch bei Moritz Mayer der Fall. Deshalb ließ er sich zu einer Straftat verleiten. Er hatte am 9. Dezember 1935 für einen Mandanten eine Sicherheitsleistung in Höhe von über 9.000 RM erhalten, die er auf ein Sonderkonto einzahlte. In der Zeit vom 8. September 1936 bis 16. September 1937 hob er fortgesetzt kleinere Teilbeträge ab. Moritz Mayer, der die Tat uneingeschränkt einräumte, gab an, aus Not gehandelt und zum größten Teil Steuerschulden bezahlt zu haben. Die 1. Strafkammer des Landgerichts Frankenthal verurteilte ihn am 13. September 1940 unter Vorsitz von Landgerichtsdirektor Dr. Wernz, den beisitzenden Richtern LGRäte Semmler u. Zahn und dem Staatsanwalt Hommrich wegen Untreue in Tateinheit mit Unterschlagung zu einer Gefängnisstrafe von einem Jahr und einer Geldstrafe von Dreitausend Reichsmark, ersatzweise 30 Tagen Gefängnis und zu den Kosten des Verfahrens. Die erlittene Untersuchungshaft von 3 Monaten wurde angerechnet. Strafmildernd wurde berücksichtigt, dass der Verurteilte bis ins hohe Alter sich keine Strafen habe zuschulden kommen lassen. Man stellte aber in Abrede, dass er in Not gehandelt habe.

## Haft und Deportation
Moritz Mayer wurde am 20. November 1940 vom Landgerichtsgefängnis Frankenthal an das Strafgefängnis Frankfurt am Main-Preungesheim überstellt. Die Cousine Rachel Gimbel, die in Amerika auf die Welt gekommen war und in New York lebte, war bereit, ihn nach der Entlassung aus dem Gefängnis bei sich aufzunehmen. Am 14. Juli 1941 wurde Moritz Mayer zur Polizei Frankfurt am Main aus dem Strafgefängnis entlassen. Der weitere Ablauf ist unbekannt. Feststellen lässt sich nur, dass er am 4. Juni 1942 vom Jüdischen Altersheim (NS-Sammellager) Reuterweg 91 in Frankfurt am Main in das Krankenhaus der Israelitischen Gemeinde in der Gagernstraße 36 kam, von wo er am 18. August 1942 evakuiert wurde. Er kam mit dem ersten Transport aus Frankfurt am Main (Transport XII/1 – 545) am 19. August 1942 nach Theresienstadt, wo er am 3. September 1942 umgekommen ist.